# 麦世英

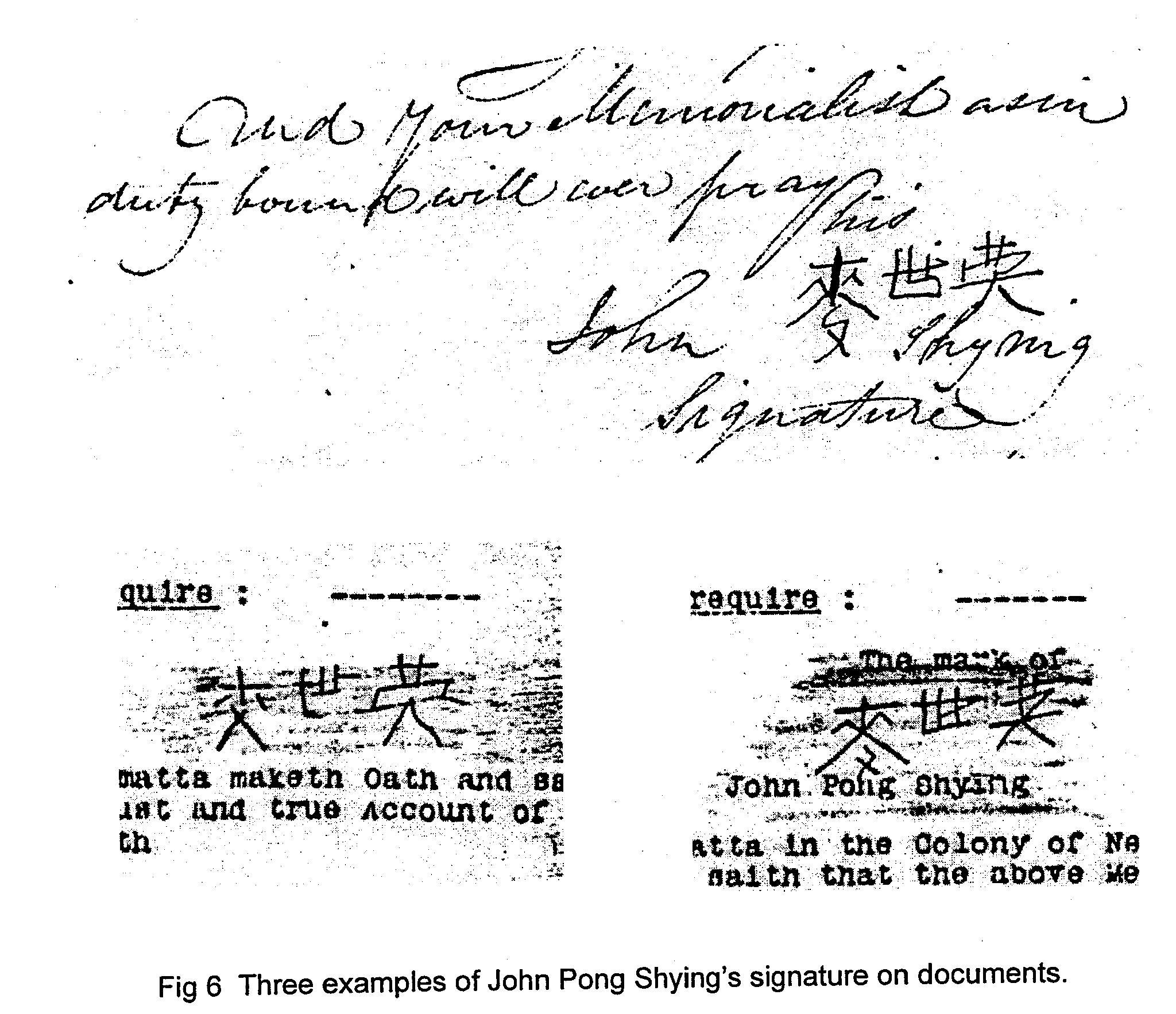
三份麦世英的亲笔签名

麦世英（1796年—1880年），出生于中国广州一带。他于1818年到达澳大利亚，是已知最早的澳洲华侨，他的英文曾用名包括Mak Sai Ying，John Pong Shying, Mak Sai Pang, Mai Shi Ying, 和Mark Opong，另外一些英文资料上的John Sheen也可能是他。

## 生平
他先是在约翰·布莱克斯兰（John Blaxland）位于纽因顿（Newington ）的庄园内做木匠，在三年后，他又到伊丽莎白·麦克阿瑟（Elizabeth MacArthur）的伊丽莎白牧场上工作。现在米尔顿楼博物馆（Milton House museum）内还收藏着据信是他为伊丽莎白所制作的木柜。
他于1823年2月3日在帕拉马塔的英格兰圣约翰教堂和萨拉·简·托普森（Sarah Jane Thompson）（1802-1836）结婚，并育有四个儿子，1831年他回到中国居住，直到五年后接到妻子的死讯才赶回悉尼。1842年10月10日他与第二任妻子是布丽姬特·基洛蕾（Bridget Gillorley ）结婚，但后者也于六个月后去世。在这之后，他卖掉了位于新南威尔士州帕拉马塔自己建造的“孔雀旅馆”，留下一纸遗嘱后离开，再也没有露面。一些证据表明，他后来改姓再婚，并在去世后葬于悉尼，有墓碑为证。

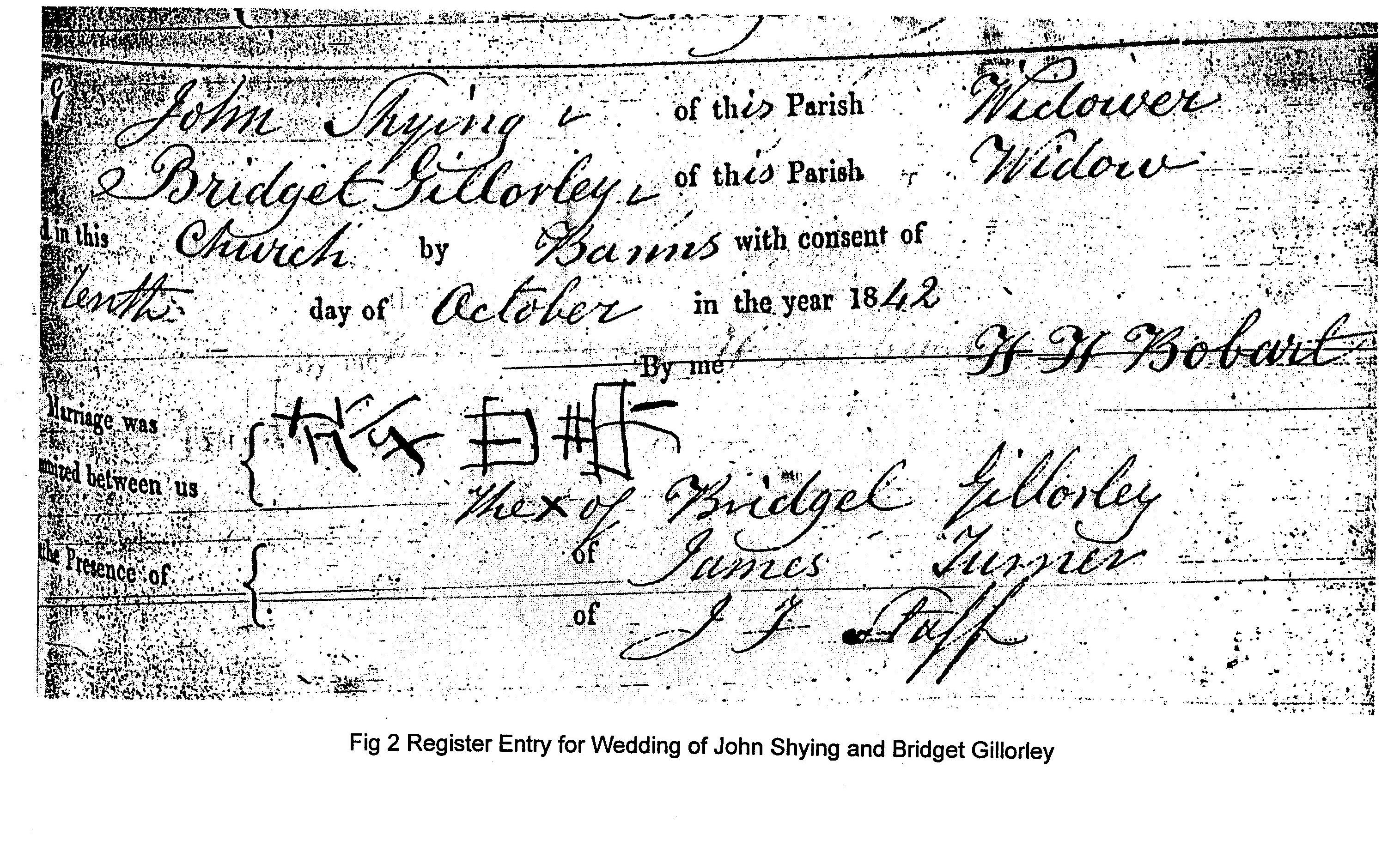
麦世英和布丽姬特·基洛蕾的结婚登记